# 김영길 (공학자)
김영길(金永吉, 1939년 10월 3일 ~ 2019년 6월 30일)은 대한민국의 공학자이자 교육자이다. 1995년에 개교한 한동대학교의 초대 총장으로 취임하였고 이후 19년 간 4번 연임하였다. 2014년 1월을 최종 임기로 총장직에서 물러났으나 그의 헌신을 기억하고자 명예총장으로 추대되었다. 포항공과대학교의 초대 총장을 지낸 김호길 박사의 동생이기도 하다. 2019년 6월 30일 숙환으로 인해 사망하였다.

## 학력
경상북도 안동 출생이며 경상북도 영일에서 잠시 유년기를 보낸 적이 있는 그는 1959년 서울대학교 사범대학 부속고등학교를 졸업하였고, 1964년에 서울대학교 금속공학과를 졸업하였다. 이후 유학길에 올라 1969년에 미주리 과학기술대학교(Missouri University of Science and Technology)에서 금속공학 석사학위를 받았고, 1972년에 렌셀러 폴리테크닉 대학교 (Rensselaer Polytechnic Institute)에서 재료공학 박사학위를 취득하였다. 2003년 몽골재정경제대학(IFE)에서 명예국제경영학박사 학위를 수여받았다. 2011년 2월 11일에는 KAIST에서 명예경영학박사 학위를 수여받았다.

## 수상
- 1976 NASA 발명상 - 테크 브리프 상 (Tech Briefs Award): 특수합금 조성 결정에 대한 공헌[2]
- 1981 NASA 발명상 - 테크 브리프 상 (Tech Briefs Award): 제트엔진 초내열 합금(MA-6000) 개발[2]
- 1981 미국 산업 연구 발명상 - IR-100 상 : 제트엔진 초내열 합금(MA-6000) 개발[2]
- 1982 국기훈장 동백장 : 전자반도체 리드 프레임 'PMC-102' 합금 발명 및 소재 제조 기술 수출 (대한민국 기술 선진국 수출 제1호, 독일 스톨버거 사)[2]
- 1986 세종문화상 : 철과 망간 합금인 초내한강 'CAM-I' 발명[2]
- 1987 과학계 기자단 선정 올해의 과학자상 : 강도 고인성 텅스텐 함유 'W-250' 발명[2]
- 1995  인명사전 '미국의 과학자들 (AMWS)'에 한국인 최초로 수록
- 1998 미국의 전기문발행센터(ABI)에서 발행하는 인명사전 '20세기 영향력있는 지도자 500인'에 선정
- 1999 한국기독교선교대상 수상 - 교육자부문
- 2003 몽골 '교육기여공로훈장' 수상
- 2004.11 한국기독교학술상 수상
- 2004.11 한남이돈문화상 수상

## 경력
- 1974.05 ~ 1976.05 : NASA 루이스 연구소 (현 NASA 글렌 연구소) 연구원[2]
- 1976 ~ 1979 : 인코(INCO) 뉴욕 중앙연구소: 항공기와 우주선에 사용되는 제트 엔진용 특수 니켈합금의 실용화 연구[2]
- 1979 ~ 1995 : KAIST 재료공학과 교수
- 1981.01 : 한국창조과학회 초대 회장
- 1995.02 ~ 2014.02 : 초대 ~ 제4대 한동대학교 총장
- 2008.10 ~ 2010.12 : 국가교육과학기술자문위원회 과학기술분과 위원장
- 2009.04 ~ 2012 : UNESCO 한국위원회 교육분과 위원장
- 2010.01 ~ 2011 : 제14대 한국사립대학총장협의회 회장
- 2010 ~ 2014 : 학부교육선진화선도대학(ACE)협의회 회장
- 2011 ~ 2012 : 제17대 한국대학교육협의회 회장
- 2010.09 ~ 2015.03 : 한국공학교육인증원(ABEEK) 원장
- 2012.08 ~ 2019.06 : 한국국제협력단(KOICA) 자문위원
- 2012.08 ~ 2019.06 : 유엔아카데민임팩트(UNAI) 한국협의회 공동회장
- 2014.02 ~ 2019.06 : 한동대학교 글로벌후원회장
- 2016.06 ~ 2019.06 : 한동대학교 명예총장

## 업적
1974년부터 미국 항공우주국 연구원으로 일하던 중, 대한민국 정부의 요청으로 귀국하여 1979년부터 카이스트 재료공학과 교수로 재직하였다. 1994년 한동대학교의 총장으로 선임되었다. 그는 항공기 제트엔진용 니켈합금과 고강도 자동차용 합금을 개발하는 등의 실적을 인정받아 미국과 캐나다의 저명과학자 인명사전 《미국의 과학자들》 95년 판에 대한민국 국적 과학자로는 최초로 김동한 포항공과대학교 교수와 함께 수록되었다.
또한 현재 카이스트 이사회의 이사이며 한국대학교육협의회의 제 17대 회장을 역임한 바 있다.
경상북도 포항시에 소재한 한동대학교의 설립을 주도하고 초대 총장으로 취임하였다. 개교 초기에 사건사고가 많았지만 시련을 이겨내고 한동대학교가 명문대학으로 자리매김할 수 있기까지 리더쉽을 발휘하였다.

## 종교
김영길은 온누리교회의 장로였다. 양승훈 박사, 안명준 박사 등과 함께 한국창조과학회를 창립하였으며 해당 단체의 초대 회장과 명예회장을 역임하였다.

## 비판
- 김영길은 한동대 운영 과정에서, 학교예산 불법 전용·횡령 혐의로 불구속 기소되었는데, 2001년 5월 11일 대구지법 포항지원 기소 후 징역 2년을 선고받고 법정에서 구속된 적이 있다.[5] 이후 무죄 판결을 받았다.[6]

- 김영길은 포항 시민들이 1982년 결성한 포항지역개발촉진위원회를 모태로 10여 년 만에 설립의 꿈을 이룬 '시민대학'을 기독교 전도 인력 양성소로 변질된 대학으로 만들고 있다는 비판도 받았다.[5]

- 김영길이 KAIST 교수로 재직할 당시, 설립에 주도역할을 한 한국창조과학회는 성서적인 기독교 근본주의에 바탕을 둔 사이비 과학을 주창하는 단체로 비판을 받고 있다.[7]

- 김영길의 2011년 KAIST 명예경영학박사 수여 과정에서, 현직 카이스트 이사인 김영길의 명예박사 수여에 관한 윤리 문제가 불거졌다. 거기에 더해, 사이비 과학을 주창하는 단체의 설립자에게 한국의 과학을 대표하는 카이스트에서 명예학위를 준다는 것에 대한 카이스트 내부의 반발도 있었다.[8]

- 초대 총장에 취임한 이래 4번의 연임을 거치면서 보여준 리더십의 모습은 평소의 이미지와는 다르게 독단적이라는 비판을 받았다. 또한 차기 총장을 선임하는 과정에서 학내 구성원의 의사를 반영하지 않은 채 인선 과정을 진행하는 것에 따른 학내 여론의 반대가 있었다.[9]

## 같이 보기
- 김호길